# Andrei Abduwalijew
Andrei Chakimowitsch Abduwalijew (russisch Андрей Хакимович Абдувалиев, engl. Transkription Andrey Abduvaliyev; * 30. Juni 1966 in Leningrad) ist ein ehemaliger Hammerwerfer. Er ist Olympiasieger und zweifacher Weltmeister.
Bis 1991 trat er für die Sowjetunion an. Bei den Olympischen Spielen 1992 in Barcelona gewann er die Goldmedaille mit einer Weite von 82,54 m. Als Starter für Tadschikistan wurde er danach zweimal Weltmeister: 1993 in Stuttgart (81,64 m) und 1995 in Göteborg (81,56 m). Außerdem siegte er bei den Zentralasienspielen 1995 in Taschkent. Bei den Olympischen Spielen 1996 war er tadschikischer Flaggenträger, konnte dann aber aufgrund einer Verletzung nicht teilnehmen.
1997 wechselte er seine Nationalität und vertrat nun Usbekistan. Damit ist er einer der wenigen Athleten, die für drei Staaten Wettkämpfe bestritten haben. 1998 wurde er Asienmeister und gewann Silber bei den Asienspielen in Bangkok. 1999 beendete er seine sportliche Karriere.
Abduwalijew stellte seine persönliche Bestleistung 1990 in Sotschi mit 83,46 m auf. Er ist 1,86 Meter groß und wog zu Wettkampfzeiten 112 kg.